# Ligne à grande vitesse Nord-Sud au Vietnam
 (novembre 2014).
La  LGV Hanoï — Hô-Chi-Minh-Ville (vietnamien : Đường sắt cao tốc Bắc - Nam) est un projet de ligne à grande vitesse située au Viêt Nam. Affectée au transport de voyageurs, sa mise en service est prévue à l'horizon 2035 entre Hanoï et Hô-Chi-Minh-Ville. Elle devrait être la plus rapide du Viêtnam, avec des trains atteignant 350 km/h, d'après les médias officiels.
Le projet a cependant été rejeté par l'Assemblée nationale vietnamienne en juin 2010. L'approche du besoin d'une électrification des infrastructures et d'une formation du personnel plus progressive, ainsi que le coût du projet initial équivalent à la moitié du PIB national sont mis en avant pour ce rejet. 
En novembre 2017, le premier ministre, Nguyễn Xuân Phúc annonce le plan final du ministre des transports pour le système de ligne à grande vitesse, qui sera complété et soumis à l'assemblée nationale en 2019. L'assemblée portera alors un vote final sur l'approbation ou le rejet  du financement pour ce projet. Cela fait partie d'un plan de modernisation du réseau ferré signé en 2015, passant dans un premier temps l'écartement d'1 m à un écartement standard, permettant également de passer la vitesse trains de 70 km/h à 90 km/h,.

## Histoire
En 2006, le Japon et le Viêt Nam signent un mémorandum d'entente pour le développement ferroviaire. Cependant, en 2010 l'Assemblée rejette le projet de ligne à grande vitesse devant son coût trop élevé. Celui-ci était alors estimé à 56 G$, soit près de la moitié du PIB de 2009.
Le projet est relancé en 2022, le ministère du transport devant transmettre une proposition au politburo. Finalement, le projet (chantier estimé à 67 milliards de dollars) est voté par le Parlement le samedi 30 novembre 2024.

## Construction
La ligne irait de Hanoï à Hô-Chi-Minh-Ville. Sa longueur totale serait de 1 570 kilomètres. 
Le coût total de la construction est évalué à environ 56 milliards de dollars. L'ensemble du parcours devrait se terminer en 2035.

## Parcours
La tracé passe par les provinces et villes suivantes :
Hanoï, Hà Nam,  Nam Định, Ninh Bình, Thanh Hóa, Province de Nghệ An, Province de Hà Tĩnh, Province de Quảng Bình, Province de Quảng Trị, Province de Thừa Thiên-Huế, Đà Nẵng, Province de Quảng Nam, Province de Quảng Ngãi, Province de Bình Định, Province de Phú Yên, Province de Khánh Hòa, Province de Ninh Thuận, Bình Thuận, Province de Đồng Nai, Province de Bình Dương, Hô-Chi-Minh-Ville.